# Гибы
Гибы (пол. Giby) — деревня в Сейненском повете Подляского воеводства Польши. Административный центр гмины Гибы. По данным переписи 2011 года, в деревне проживало 328 человек.

## География
Деревня расположена на северо-востоке Польши, на перешейке между озёрами Герет и Поможе, на расстоянии приблизительно 7 километров к югу от города Сейны, административного центра повета. Абсолютная высота — 135 метров над уровнем моря. Через Гибы проходит национальная автодорога 16.

## История
Деревня была основана в 1594 году. В конце XVIII века Гибы входили в состав Гродненского повета Трокского воеводства Великого княжества Литовского.

В 1880 году в Гибах имелось 99 домов и проживало 698 человек.
В 1888 году в деревне Гибы проживал 801 человек (747 поляков и 54 еврея). В административном отношении деревня являлась центром гмины Покровск Сейнского уезда Сувалкской губернии.

В период с 1975 по 1998 годы Гибы являлись частью Сувалкского воеводства.

## Достопримечательности
- Костёл Св. Анны (бывший старообрядческий храм), 1912 г.
- Памятник жертвам Августовской облавы